# Arriboflavinose
Arriboflavinose ou Deficiência de vitamina B2 é uma condição na qual não há reservas suficientes de riboflavina no corpo necessárias para as atividades metabólicas normais. A recomendação diária para adultos é de 1,1 a 1,3 mg, enquanto para as grávidas e lactantes é recomendado 1,6 mg/dia. Vitamina B2 pode ser encontrada em ovos, laticínios, grãos integrais e verduras verde-escura.

## Causas
Dentre as possíveis causas estão:
- Dieta pobre em alimentos com B2;
- Doenças gastrointestinais que prejudiquem a absorção de B2;
- Alcoolismo;
- Doenças hepáticas crônicas;
- Alguns antirretrovirais;
- Abuso de diuréticos.

## Sinais e sintomas
Alguns de seus possíveis sintomas incluem:
- Lesões na boca e lábios (queilite angular);
- Língua muito vermelha ou roxa (glossite);
- Inflamação da mucosa da boca (estomatite);
- Dor de garganta (faringite);
- Olhos vermelhos ou com coceira (vascularização corneal)[3];
- Fraqueza e cansaço;
- Sensação de frio e dor nas extremidades;
- Descamação e coceira na pele.

Em casos severos o paciente pode ter anemia (falta de glóbulos vermelhos) e/ou dermatite seborreica (inflamação cutânea caracterizada por pele grossa esbranquiçada ou amarelada). Frequentemente está associada a outras deficiências nutricionais, como pelagra e deficiência de proteínas.
Em grávidas quadruplica o risco de pre-eclampsia, transtorno caracterizado por pressão alta e perda de proteínas na urina que pode levar a convulsões perigosas para a mãe e para o feto.

## Tratamento
Suplementos de riboflavina (B2) por via oral ou intravenosa e melhora na dieta. Alimentos ricos em B2 (por 100g) incluem:
- Levedo de cerveja (4,3mg);
- Fígado de boi (4,2mg);
- Ervas e especiarias, sendo o melhor o Chili (2,2mg)
- Farelo de aveia (1,2mg)
- Amêndoas (1mg);
- Farelo de trigo (0,6mg)
- Alguns queijos, sendo o melhor o Roquefort (0,5mg);
- Alguns peixes, sendo o melhor a Cavala (0,5mg);
- Tomate seco (0,5mg)
- Gergelim (0,5mg)
- Cereais fortificados (3 a 7mg);
- Ovo cozido (0,5mg)

Um adulto saudável deve consumir 1 a 1,5mg dessa vitamina por dia.